# Дальняя Кубасова
Дальняя Кубасова — село в Шатровском районе Курганской области. Административный центр Дальнекубасовского сельсовета.

## История
До 1917 года в составе Мехонской волости Шадринского уезда Пермской губернии. По данным на 1926 год деревня Дальняя Кубасова состояла из 194 хозяйств. В административном отношении являлась центром Дальнекубасовского сельсовета Мехонского района Шадринского округа Уральской области.

## Население
| 1989 | 2002 | 2010 |
| ---- | ---- | ---- |
| 387  | ↘325 | ↘203 |

По данным переписи 1926 года в деревне проживало 837 человек (374 мужчины и 463 женщины), в том числе: русские составляли 100 % населения.